# Francesco Maria d'Este
Francesco Maria d'Este (Venezia, 10 settembre 1743 – Reggio Emilia, 17 maggio 1821) è stato un vescovo cattolico italiano.

## Biografia
Francesco Maria nacque a Venezia nel 1743, figlio illegittimo di Francesco III d'Este, duca di Modena e Reggio e di Stéphanie de Mouton, damigella di corte della moglie Carlotta Aglae d'Orléans. Ebbe un fratello, Federico Benedetto.
Ricevettero, alla nascita, il cognome anagrammatico Tesdè. Il padre in seguito li legittimò, ma dispose che potessero usare il cognome d'Este solo dopo la sua morte, avvenuta nel 1780.
Nel 1750 Francesco Maria fu posto nel collegio dei Gesuiti di Prato, iniziando la vita ecclesiastica e ricevendo il beneficio semplice del priorato di San Giorgio, eretto nella chiesa arcipretale di Bondeno, nel 1752. Passò al Seminario romano nel 1756, dove cominciò a ricevere il titolo, probabilmente di cortesia, di conte - poi monsignore - di Sant'Andrea. Si laureò in utroque iure alla Sapienza il 14 luglio 1774 e lo stesso anno fu nominato protonotario apostolico partecipante. Fu referendario di entrambe le Segnature.
Divenne abate commendatario perpetuo di San Silvestro di Nonantola dal 1º marzo 1780, aggiungendovi la nomina a vescovo titolare di Anastasiopoli in partibus infidelium il 2 aprile 1781. Ricevette l'ordinazione episcopale il 27 maggio nella chiesa modenese di San Biagio al Carmine per mano del vescovo di Modena Giuseppe Maria Fogliani. Il 26 settembre 1785 venne promosso alla sede episcopale di Reggio Emilia, mantenendo però anche l'abbazia di Nonantola in quanto commendatario perpetuo.
Nel 1812 fu nominato da Napoleone barone del Regno d'Italia.
Morì nel palazzo vescovile di Reggio il 17 maggio 1821.

### Abate commendatario di Nonantola
Fece ingresso solenne il 30 dicembre 1780. Appena nominato prese residenza presso l'abbazia, interessandosi attivamente alla cura della diocesi abbaziale. Il 2 aprile 1781 fu nominato vescovo titolare di Anastasiopoli, potendo così amministrare egli stesso gli ordini maggiori per i chierici del territorio abbaziale. Nei primi cinque anni visitò di persona tutte le parrocchie di sua giurisdizione, sia nel modenese, sia quelle competenti per antico diritto: San Marco in Città della Pergola, Santi Biagio e Abbondio in Serra Sant'Abbondio, San Michele arcangelo in Sassoferrato. Istituì un collegio di canonici nella cattedrale con decreto del 13 dicembre 1795, dopo averlo comunicato alla Congregazione dei vescovi e regolari. Ottenne che Girolamo Tiraboschi redigesse la monumentale Storia dell'augusta Badia di Nonantola, il cui sforzo complessivo resta tuttora insuperato, i due volumi della quale furono stampati nel 1784 e nel 1785. Ampliò il seminario locale e ne curò la qualità dell'istruzione. Ancora verso la fine della sua vita, con un donativo di mille zecchini contribuì al restauro dell'edificio, del quale era bruciato il tetto nella notte del 16 dicembre 1820. Fece progettare vari rifacimenti della chiesa e del palazzo abbaziali, ma non li poté attuare a causa delle arie di guerra dalla Francia e della successiva invasione.
Il 2 giugno 1798 il Direttorio della Repubblica Cisalpina decretò la soppressione delle abbazie, la demanializzazione dei loro beni e il passaggio delle loro parrocchie alla diocesi più vicina. Similmente accadde per i seminari il successivo 21 luglio, e così per confraternite e collegi canonicali. In questo modo a Nonantola la parrocchia fu la sola realtà ecclesiale che sopravvisse. I canonici continuarono però l'ufficiatura della cattedrale a titolo volontario. Un Collegio Nazionale per alunni laici prese il posto del seminario. Nel 1802 la Repubblica Italiana riassegnò a Francesco Maria i beni nonantolani non ancora alienati, ma il concordato tra quella Repubblica e la Santa Sede del 16 settembre 1803 stabilì che gli episcopati di Bertinoro e Sarsina e le abbazie di Asola e Nonantola venissero soppresse. Francesco Maria rinunciò quindi l'abbazia al papa, il quale però gliela riassegnò con mandato di amministratore apostolico vita natural durante, poiché la collazione originaria era avvenuta a titolo di perpetuo commendatario.
Il 15 luglio 1814, alla cessazione del regime napoleonico, Francesco IV nuovo duca di Modena e Reggio, fece ingresso nei suoi stati attraversando il confine precisamente a Nonantola; il duca era accompagnato dalla consorte Maria Beatrice e dal fratello Massimiliano e venne accolto sulla soglia della cattedrale di San Silvestro dall'anziano prozio, il vescovo e abate Francesco Maria, fratellastro del nonno Ercole III.
Venendo progressivamente a mancare i canonici collegiati per la cattedrale, li sostituì con canonici onorari, designati tra il clero di Nonantola, del seminario locale e da parrocchie della diocesi abbaziale.
Si spense vedendo assicurato il futuro dell'abbazia, poiché il duca Francesco IV ottenne dal papa Pio VII la revoca degli accordi del 1803 e il ripristino della sede abbaziale. Il breve apostolico del 23 gennaio 1821 stabilì che di lì in avanti l'abbazia territoriale di Nonantola, ridotta alle parrocchie comprese nello Stato Estense, fosse stabilmente assegnata al vescovo pro tempore di Modena, il quale l'avrebbe detenuta a titolo di commenda, perciò mantenendone distinta in tutto l'amministrazione.
Alla sua morte i canonici fecero murare nella sala del seminario una lapide marmorea con iscrizione latina, fatta comporre a Filippo Schiassi:
```
          FRANCISCVS MARIA ATESTINVS
              ABBAS NONANTVLANVS
 EPISC. ANASTASIOPOLITANOR. EPISC. REGIENSIVM
                CVIVS AVSPICIIS
            A HIERONIMO TIRABOSCHIO
              NONANTVLANA HISTORIA
LABORIOSIS DOCTISQVE VOLVMINIBVS INLVSTRATA EST
        COLLEGIUM CANONICORVM CONSTITVIT
             AEDES SACRI SEMINARII
  IN MELIOREM AMPLIOREMQVE FORMAM INSTAVRAVIT
       VIR LIBERALITATE ET MVNIFICENTIA
   QVAS INSIGNIS LITTERARVM CVLTVS ORNABAT
          RELIGIONE IDEM ET MODESTIA
        INQVE SUMMA TEMPORVM ACERBITATE
          SINGVLARI ANIMI CONSTANTIA
      AEQUALIBUS POSTERISQVE SVSPICIENDVS
       DECESSIT XII K. IVN. AN. MDCCCXXI
     CANONICI ET PRAEPOSITI SACRI SEMINARII
  ANTISTITIS OPT. BENEMERENTISSIMI MEMORIAM
        LITTERIS CONSIGNANDAM CENSVERE
```

### Vescovo di Reggio Emilia
Eletto vescovo di Reggio il 26 settembre 1785, prese possesso il 2 gennaio 1786.

## Genealogia episcopale e successione apostolica
La genealogia episcopale è:
- Cardinale Scipione Rebiba
- Cardinale Giulio Antonio Santorio
- Cardinale Girolamo Bernerio, O.P.
- Arcivescovo Galeazzo Sanvitale
- Cardinale Ludovico Ludovisi
- Cardinale Luigi Caetani
- Cardinale Ulderico Carpegna
- Cardinale Paluzzo Paluzzi Altieri degli Albertoni
- Papa Benedetto XIII
- Papa Benedetto XIV
- Cardinale Giorgio Doria
- Vescovo Giuseppe Maria Fogliani
- Vescovo Francesco Maria d'Este (1781)

La successione apostolica è:
- Vescovo Giuseppe Bartolomeo Menochio (1796)

## Ascendenza
|                                           |   |                                         | Genitori                        |  |  | Nonni |  |  | Bisnonni           |  |  | Trisnonni          |  |
|                                           |   |                                         |                                 |  |  |       |  |  | Francesco I d'Este |  |  | Alfonso III d'Este |  |
|                                           |   |                                         |                                 |  |  |       |  |  | Francesco I d'Este |  |  | Alfonso III d'Este |  |
|                                           |   | Isabella di Savoia                      |                                 |  |  |       |  |  | Francesco I d'Este |  |  |                    |  |
| Rinaldo d'Este                            |   |                                         |                                 |  |  |       |  |  | Francesco I d'Este |  |  |                    |  |
|                                           |   | Lucrezia Barberini                      | Taddeo Barberini                |  |  |       |  |  |                    |  |  |                    |  |
|                                           |   | Lucrezia Barberini                      | Taddeo Barberini                |  |  |       |  |  |                    |  |  |                    |  |
|                                           |   | Lucrezia Barberini                      | Anna Colonna                    |  |  |       |  |  |                    |  |  |                    |  |
| Francesco III d'Este                      |   | Lucrezia Barberini                      |                                 |  |  |       |  |  |                    |  |  |                    |  |
|                                           |   | Giovanni Federico di Brunswick-Lüneburg | Giorgio di Brunswick-Lüneburg   |  |  |       |  |  |                    |  |  |                    |  |
|                                           |   | Giovanni Federico di Brunswick-Lüneburg | Giorgio di Brunswick-Lüneburg   |  |  |       |  |  |                    |  |  |                    |  |
|                                           |   | Giovanni Federico di Brunswick-Lüneburg | Anna Eleonora d'Assia-Darmstadt |  |  |       |  |  |                    |  |  |                    |  |
| Carlotta Felicita di Brunswick e Lüneburg |   | Giovanni Federico di Brunswick-Lüneburg |                                 |  |  |       |  |  |                    |  |  |                    |  |
|                                           |   | Benedetta Enrichetta del Palatinato     | Edoardo del Palatinato-Simmern  |  |  |       |  |  |                    |  |  |                    |  |
|                                           |   | Benedetta Enrichetta del Palatinato     | Edoardo del Palatinato-Simmern  |  |  |       |  |  |                    |  |  |                    |  |
|                                           |   | Benedetta Enrichetta del Palatinato     | Anna Maria di Gonzaga-Nevers    |  |  |       |  |  |                    |  |  |                    |  |
| Francesco Maria d'Este                    |   | Benedetta Enrichetta del Palatinato     |                                 |  |  |       |  |  |                    |  |  |                    |  |
|                                           | … | …                                       |                                 |  |  |       |  |  |                    |  |  |                    |  |
|                                           | … | …                                       |                                 |  |  |       |  |  |                    |  |  |                    |  |
|                                           | … | …                                       |                                 |  |  |       |  |  |                    |  |  |                    |  |
| …                                         | … |                                         |                                 |  |  |       |  |  |                    |  |  |                    |  |
|                                           |   | …                                       | …                               |  |  |       |  |  |                    |  |  |                    |  |
|                                           |   | …                                       | …                               |  |  |       |  |  |                    |  |  |                    |  |
|                                           |   | …                                       | …                               |  |  |       |  |  |                    |  |  |                    |  |
| Stéphanie de Mouton                       |   | …                                       |                                 |  |  |       |  |  |                    |  |  |                    |  |
|                                           |   | …                                       | …                               |  |  |       |  |  |                    |  |  |                    |  |
|                                           |   | …                                       | …                               |  |  |       |  |  |                    |  |  |                    |  |
|                                           |   | …                                       | …                               |  |  |       |  |  |                    |  |  |                    |  |
| …                                         |   | …                                       |                                 |  |  |       |  |  |                    |  |  |                    |  |
|                                           |   | …                                       | …                               |  |  |       |  |  |                    |  |  |                    |  |
|                                           |   | …                                       | …                               |  |  |       |  |  |                    |  |  |                    |  |
|                                           |   | …                                       | …                               |  |  |       |  |  |                    |  |  |                    |  |
|                                           |   | …                                       |                                 |  |  |       |  |  |                    |  |  |                    |  |